# Golden Mics
Golden Mics – nagroda dla najlepszych polskich stand-uperów przyznawana w plebiscycie organizowanym przez portal StandUpedia. Przyznawana jest corocznie od 2019 roku. W głosowaniu bierze udział kilka tysięcy osób.

## Edycje

### 2019
Pierwsze wybory odbyły się od 28 grudnia 2019 do 5 stycznia 2020 roku, nagrody zostały przyznane w 8 kategoriach, a głosowało 2127 osób.
| Kategoria                       | Zwycięzca                        |
| ------------------------------- | -------------------------------- |
| Najlepsze nagranie w internecie | Mateusz Socha (Król Piaskownicy) |
| Najlepszy program na żywo       | Rafał Pacześ (Zoba Co Jes)       |
| Najlepszy plakat                | Abelard Giza (Piniata)           |
| Najlepszy wspólny projekt:      | Stand-up Show (The Best Of)      |
| Stand-uperka roku               | Olka Szczęśniak                  |
| Najlepszy debiut w internecie   | Maciej Twarowski                 |
| Największy progres              | Mateusz Socha                    |
| Stand-uper roku                 | Rafał Pacześ                     |

### 2020
W 2020 roku pojawiła się nowa kategoria: Najlepsze rozmowy o stand-upie. Głosowanie zakończyło się 9 stycznia 2021 roku, a wzięło w nim udział 3331 osób.
| Kategoria                       | Zwycięzca                                  | Źródło |
| ------------------------------- | ------------------------------------------ | ------ |
| Najlepsze nagranie w internecie | Piotrek Szumowski (Półczłowiek, półgłówek) | [ 3 ]  |
| Najlepszy program na żywo       | Rafał Pacześ (Zoba Co Jes)                 | [ 4 ]  |
| Największy progres              | Piotr Szulowski                            | [ 5 ]  |
| Najlepszy plakat                | Please, Stand-up!                          | [ 6 ]  |
| Najlepszy wsólny projekt        | BANG2                                      | [ 7 ]  |
| Najlepsze rozmowy o stand-upie  | Abelard Giza (Strefa Gizy)                 | [ 8 ]  |
| Najlepszy debiut w Internecie   | Jakub Ćwiek                                | [ 9 ]  |
| Stand-uperka roku               | Magda Kubicka                              | [ 10 ] |
| Stand-uper roku                 | Piotrek Szumowski                          | [ 11 ] |

### 2021
Głosowanie w trzeciej edycji odbywało się od 1 do 9 stycznia 2022. Pojawiła się nowa kategoria – Najlepszy format rozrywkowy. W tej edycji głosy oddało 9789 osób. Wyniki zostały zaprezentowane podczas gali prowadzonej przez Sebastiana Rejenta i Piotrka Szumowskiego.
| Kategoria                       | Zwycięzca                             |
| ------------------------------- | ------------------------------------- |
| Najlepszy format rozrykowy      | Pacześ Show                           |
| Najlepszy plakat                | Paweł Chałupka (To nie są ćwiczenia)  |
| Największy progres              | Daniel Midas                          |
| Najlepszy program na żywo       | Mateusz Socha (Ile można?)            |
| Najlepszy debiut w internecie   | Paweł Konkiel (Na zgodę)              |
| Najlepszy wspólny projekt       | Gala Stand-up Comedy                  |
| Najlepsze nagranie w internecie | Mateusz Socha (Masochista)            |
| Najlepsze rozmowy o stand-upie  | Rejent i Szumowski w domu na streamie |
| Stand-uperka roku               | Marlena Mysza                         |
| Stand-uper roku                 | Mateusz Socha                         |

### 2022
W 2023 roku głosowanie odbywało się w dniach 12–18 stycznia. Głosowało 3468 osób. Tak jak w poprzedniej edycji, nagrody zostały przyznane w 10 kategoriach.
| Kategoria                       | Zwycięzca                           |
| ------------------------------- | ----------------------------------- |
| Najlepszy format rozrywkowy     | Daniel Midas (Szopka dla reportera) |
| Najlepsze rozmowy o stand-upie  | Antoni Syrek-Dąbrowski (BITY)       |
| Najlepszy plakat                | Abelard Giza (Samertajm)            |
| Najlepszy wspólny projekt       | Please, Stand-up!                   |
| Najlepszy debiut w internecie   | Marta Łojek (Stereotypiara)         |
| Największy progres              | Olka Szczęśniak                     |
| Najlepszy program na żywo       | Antoni Syrek-Dąbrowski (Życie)      |
| Najlepsze nagranie w internecie | Rafał Pacześ (Benshi)               |
| Stand-uperka roku               | Olka Szczęśniak                     |
| Stand-uper roku                 | Rafał Pacześ                        |